# رودلف كيزر
رودلف كيزر (بالنرويجية: Jakob Rudolf Keyser)‏ هو مؤرخ أدبي ومؤرخ وبروفيسور نرويجي، ولد في 1803 في كريستيانية في النرويج، وتوفي بنفس المكان في 9 أكتوبر 1864.